# Certificato di nascita

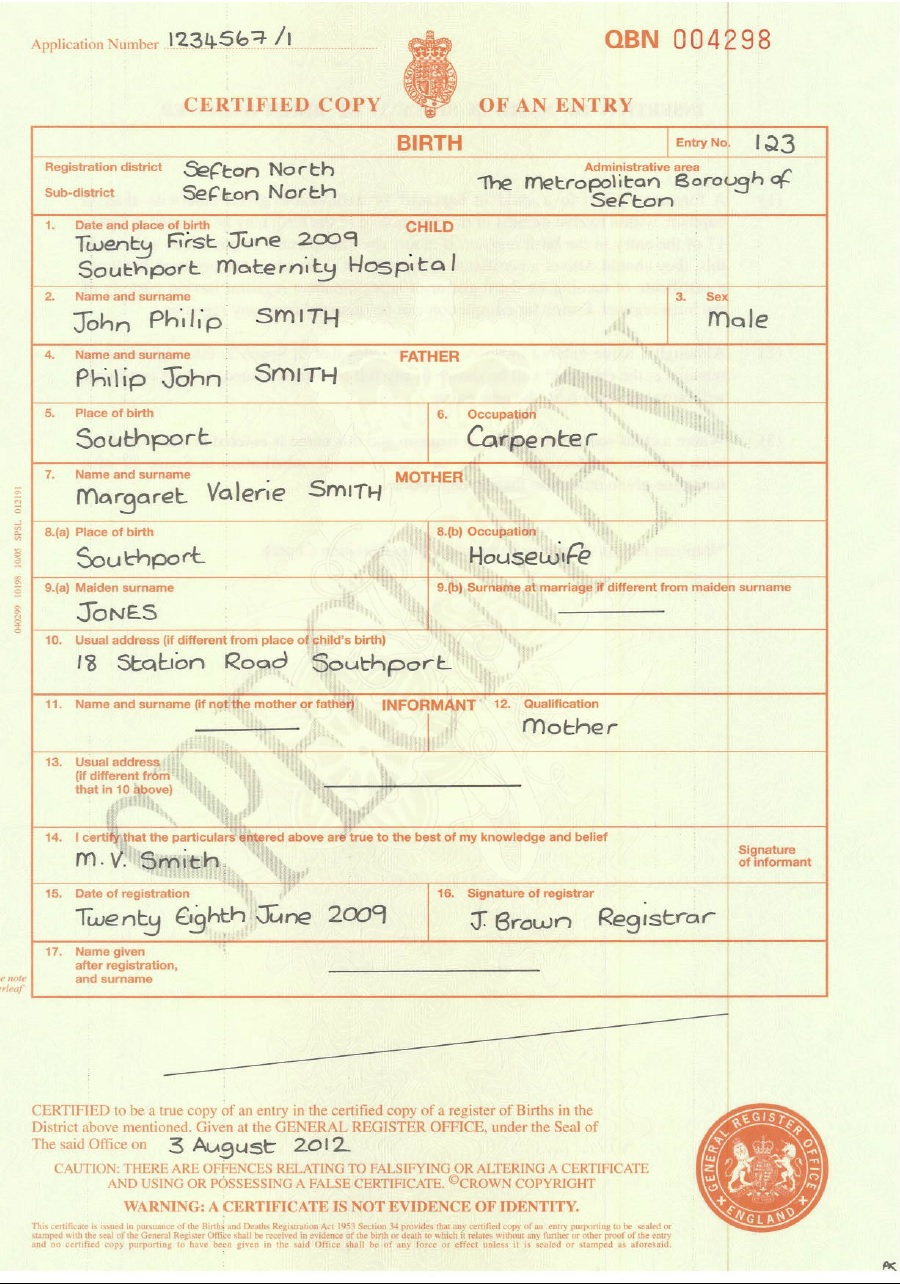
Facsimile di certificato di nascita britannico

Il certificato di nascita (o estratto di nascita) è un documento elaborato a partire dai dati contenuti in un atto di nascita e che fornisce informazioni sulla nascita di un individuo. In Italia l'atto di nascita contiene le indicazioni relative al luogo e alla data di nascita, al nome del bambino e alle generalità dei suoi genitori, se conosciuti.
L'esistenza di tali documenti si fa risalire al XVI secolo, sebbene solamente nell'Ottocento si sia iniziato a utilizzare i dati raccolti per scopi sanitari. Gli articoli 7 e 8 della convenzione internazionale sui diritti dell'infanzia tutelano il diritto a preservare le informazioni contenute nell'atto di nascita.
Nel 2013 l'UNICEF ha stimato che un terzo dei bambini del mondo non possiede atti di nascita, che significa per queste persone non esistere giuridicamente.